# Mitochondriaal DNA
Mitochondriaal DNA, mtDNA of chondroom is klein ringvormig dubbelstrengs DNA dat zich in de mitochondriën bevindt, en niet in de celkern. De mitochondriën bevatten ook een eigen type ribosomen. 
Er zijn honderden mitochondriën per cel en deze bevatten elk vele circulaire chromosomen. Deze bevatten alle dezelfde genen, maar hoeven niet steeds identiek te zijn. Dit is heteroplasmie. Homoplasmie is de situatie waar enkel identieke mtDNA-kopieën aanwezig zijn. Het dubbelstrengs mtDNA bij de mens bevat 37 genen: 22 coderen voor transfer-RNA, 2 voor ribosomaal RNA en de overige 13 voor eiwitten. Het mitochondrion codeert niet volledig voor zijn eigen eiwitten. De genen die coderen voor de overige ongeveer 1500 mitochondriale eiwitten zijn gedurende de loop van de evolutie door endosymbiotische genoverdracht naar het DNA in de celkern verplaatst. De meeste eiwitproducten van deze genen hebben dan een speciale translocatiesequentie, waardoor deze naar de mitochondriën getransporteerd en geïmporteerd zullen worden. 

## Overerving
Het mitochondriaal DNA erft zowel bij dieren als planten normaliter uitsluitend over via de vrouwelijke lijn en gaat dus niet over met het sperma of stuifmeel. Bij dieren bevinden de mitochondriën van de mannelijke spermacel zich in diens staart die bij de bevruchting meestal niet de eicel binnentreedt. Enkele voorbeelden van overdracht van mitochondriaal DNA van de vader, waarschijnlijk als gevolg van een mutatie, zijn echter wel beschreven. Bij planten met hun dubbele bevruchting krijgt de spermacel die de centrale cel bevrucht uiteindelijk alle mannelijke mitochondriën, de spermacel die de eicel bevrucht krijgt ze niet en daarmee het embryo dus ook niet, waardoor de volgende generatie uitsluitend de mitochondriën van de moederplant krijgt. Bij zelfbevruchtende planten zijn de mitochondriën van de eicel overigens identiek aan die die in de spermacel ontbreken, zodat de paternale uitsluiting daar geen effect heeft. 
Het gegeven van moederlijke overerving (maternale overerving) van mtDNA wordt gebruikt in de genografie om de verspreiding van de voorouders of eigenlijk de voormoeders de mens in de prehistorie in kaart te brengen. Deze hypothetische mitochondriale Eva van wie alle mensen op de wereld uiteindelijk afstammen lijkt uit Afrika te zijn gekomen, ca. 140.000 tot 200.000 jaar geleden. De datering hangt sterk af van de schattingen van de frequentie waarmee toevallige mutaties in het mitochondriaal DNA optreden, bij de mens ligt dit vermoedelijk rond de 1 mutatie per 10.000 jaar.
Bij het in kaart brengen van de migratie van de zomereik naar het noorden na de laatste ijstijd is ook gebruikgemaakt van mtDNA.

## Aandoeningen

Mitochondriaal DNA

Een mitochondriale overerving is kenmerkend voor bepaalde aandoeningen, omdat deze enkel langs de moeder kunnen worden doorgegeven. Bij de bevruchting krijgt de zygote (versmeltingsproduct van spermatozoïde en eicel) al het cytoplasma van de eicel, waarin zich de mitochondriën bevinden. Deze aandoeningen komen vaak voor in lichaamsdelen en organen die veel energie nodig hebben (hersenen, hart, ogen, oren), aangezien het mtDNA voor de oxidatieve fosforylering zorgt, de energievoorziening in de cel.
Mitochondrial replacement therapy (MRT, mitochondriale donatie) vervangt gemuteerd mitochondriaal DNA van een eicel door gezond mitochondriaal DNA van een donor, om erfelijke overdracht van het defect te voorkomen. Het genoom van het kind is dan bij elkaar afkomstig van drie personen.